# Òpera
|  | Aquest article tracta sobre art escènica. Vegeu-ne altres significats a «Opera (desambiguació)». |

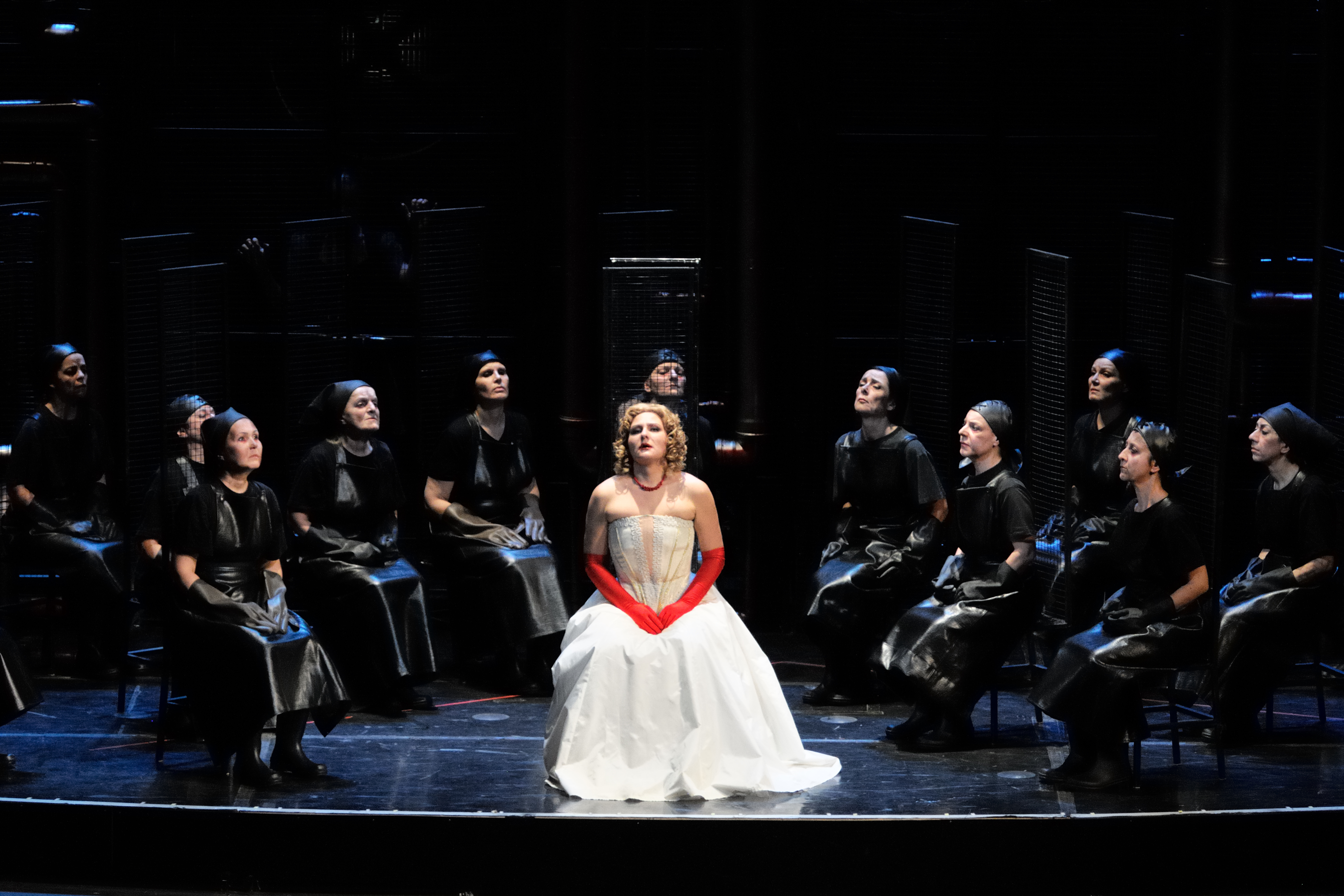
Lady Macbeth de Mtsensk, 2014

L'òpera és una art escènica amb text dramàtic que s'escenifica cantant amb acompanyament orquestral i que pot tenir una posada en escena més o menys teatral. Com al melodrama originari, tradicionalment la música emfatitza els sentiments dels personatges. Sovint va precedida d'una introducció instrumental o obertura. En els casos en què la música pot ser omesa sense alterar totalment la naturalesa de la peça, aquesta es converteix en una obra amb música incidental.
Amb molt d'auge entre l'alta burgesia i la noblesa dels últims segles, un dels centres d'òpera més importants del sud d'Europa és el Gran Teatre del Liceu de Barcelona, construït per la burgesia catalana.

## Etimologia
El seu nom prové de la denominació italiana opera in musica (obra musicada), que definia els primers espectacles lírics al final del segle xvi i començament del xvii.

## Història

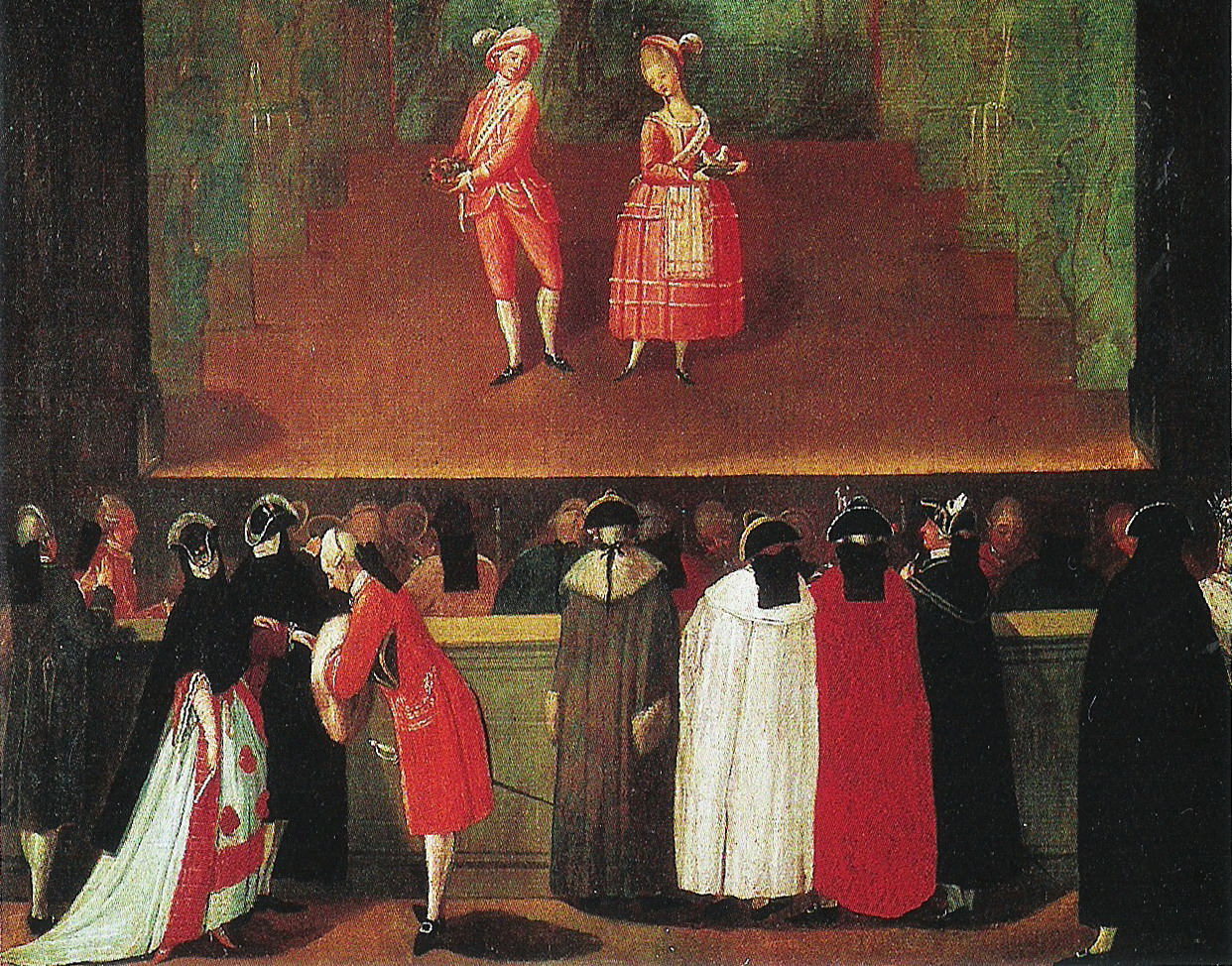
Intermezzo al

L'òpera, tal com es coneix actualment neix a finals del segle xvi a les petites corts d'Itàlia. Entre els avantpassats de l'òpera hi figuren els madrigals, els balls de màscares, els ballets de cortesans, els intermezzi, així com altres espectacles de la cort del Renaixement on hi intervenien figurants, música i ball.
L'ús del terme "òpera" s'inicia a mitjan segle xvii per definir les peces de teatre musical a les quals se'ls referia fins a aquell moment amb formulacions universals com drama o faula musical. La característica fonamental és el diàleg parlat, anomenat recitatiu en l'òpera, acompanyat per una orquestra o per un baix continu.
L'òpera es va estendre ràpidament per tota la península Itàlica però el centre principal fins a mitjan segle xvii era a Venècia. A finals del segle xvii l'òpera comença a estendre's per tot Europa. A començaments del segle xviii, l'òpera estenia el seu lligam amb la commedia dell'arte i va aparéixer l'opera buffa.
Al segle xx, finalitzada la Segona Guerra Mundial, l'òpera va passar per uns moments ombrívols perquè compondre òperes no era un element de primera necessitat. En canvi, a partir de la segona meitat del segle xx els pressupostos van començar a ser molt més elevats i per a sobreviure es va reteatralitzar, i així justificar-la com a espectacle a competir amb la perfecció sonora dels sistemes de reproducció. La seva posada en escena permet una major experimentació escènica, resultant així un important mitjà de renovació pel món de les arts escèniques en general.

## La música de l'òpera
El drama es presenta usant elements típics del teatre, com l'escenografia, vestuaris i l'actuació, però a diferència d'aquest, la lletra de l'òpera (coneguda com a llibret), es canta en lloc de ser recitada. Els protagonistes poden ser acompanyats per altres cantants, cors, ballarins i/o extres, a més d'un grup musical, que en algunes òperes pot significar una orquestra simfònica completa. La mida d'aquesta orquestra varia, però per algunes òperes, oratoris i altres treballs de l'època romàntica, pot superar el miler d'intèrprets.

## Elements de l'òpera

### L'obertura
En les primeres òperes, una breu floritura musical era tot el que es requeria per anunciar el començament de la interpretació. La idea d'una obertura, una peça d'obertura per a presentar les melodies o motius a què es recorreria en el desenvolupament de l'òpera, va ser establerta el segle xviii. Durant el barroc es distingeixen l'obertura d'estil francès (amb una part lenta i una altra ràpida) i en estil italà en tres seccions. A partir del classicisme s'estén l'ús de l'obertura en un sol moviment. L'obertura més llarga es va concebre més tard com una estratègia útil per admetre els retardats, fer callar els parladors i preparar l'audiència per a l'espectacle. L'adopció o no de l'obertura per part dels músics a través dels anys ha estat tan particular com la seva música.
Una obertura de Rossini podia no tenir relació amb la música de l'obra que s'interpretaria a continuació, però permetia a l'audiència saber que la funció anava a començar i li servia d'ajuda per conèixer el tipus d'entreteniment que anava a presenciar. Wagner preferia preparar psicològicament el seu públic amb fragments dels diferents leitmotiv, mentre que Verdi i Puccini, entre d'altres, en algunes ocasions aixecaven el teló directament amb el començament de l'obra.

### El director

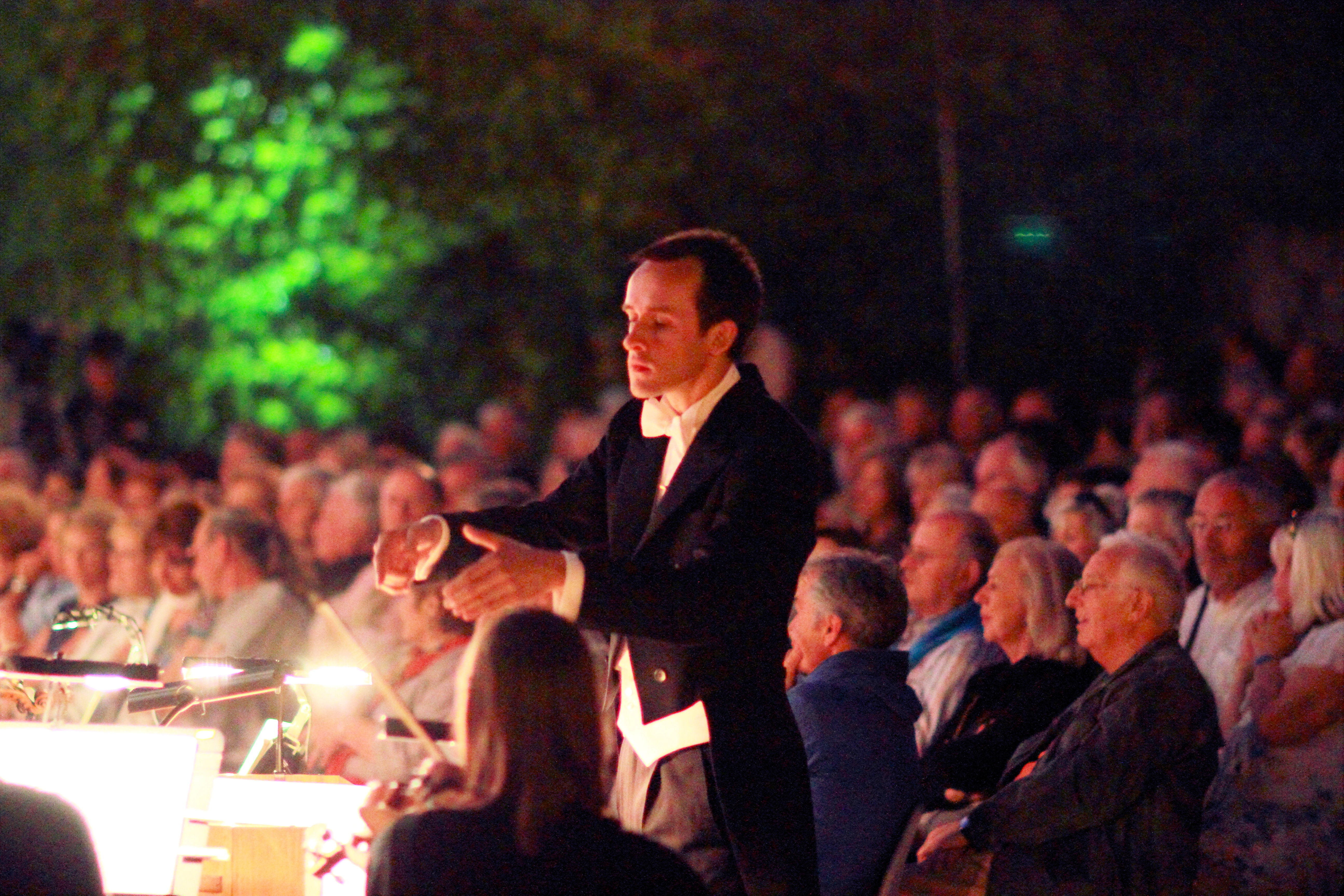
El director d'orquestra en una òpera

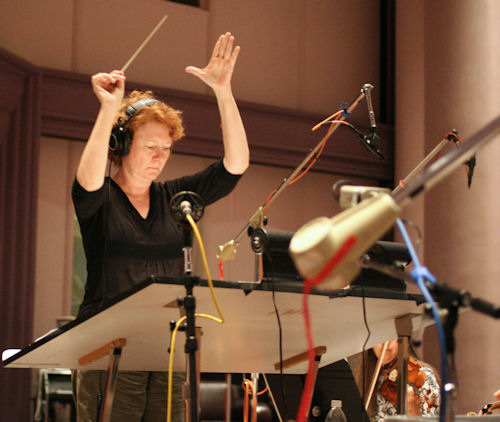
Directora d'orquestra usant la batuta

El director d'orquestra és necessari perquè a través d'algunes indicacions i certs canvis de ritme, uneixi tots els elements musicals de forma harmoniosa. Un bon director ha de ser també sensible a les necessitats immediates de tot intèrpret. Cada director imprimeix a les obres que condueix el seu segell propi, compost per aspectes que inclouen des de la seva personalitat fins a l'estudi i la investigació duts a terme abans de la interpretació.
A França les coses es van complicar quan van començar a emprar-se grans cors i es va fer necessari l'ús d'un altre tipus de control. Va haver de passar un temps fins a trobar el millor mètode de dirigir, i mentrestant el director romania dempeus al costat de l'orquestra colpejant el terra amb un gran bastó. A la fi va sorgir el vertader director musical, l'únic propòsit del qual era inspirar, dirigir i coordinar les efusions musicals tant a l'escenari com a la fossa de l'orquestra.
Al principi, un manuscrit enrotllat servia per ajudar els intèrprets al qual poguessin dependre d'una visió perifèrica, en comptes d'haver de fixar la vista en el director en un precís moment. Més tard es va començar a usar la batuta, permetent els cantants i músics captar d'un cop d'ull els moviments del braç del director.

#### Alguns directors destacats

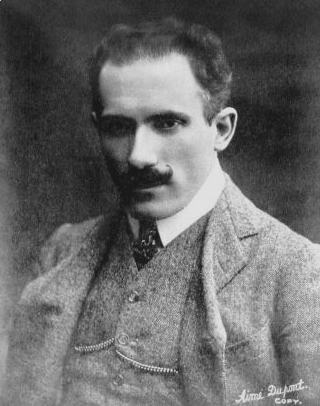
Arturo Toscanini el 1908

- Claudio Abbado. Nascut a Milà el 1933. El seu domini interpretant peces italianes, especialment les de Verdi, és indiscutible.
- Richard Bonynge. Nascut en Nova Gal·les del Sud el 1930. Malgrat que primer es va fer famós per ser el marit de Joan Sutherland, ara és plenament reconegut com un gran expert en el camp del bel canto en general, i de la coloratura en particular.
- Thomas Beecham. Anglaterra, 1879-1961. Cèlebre pel seu ofensiu sentit de l'humor, Beecham va contribuir notablement al desenvolupament de l'òpera a Anglaterra.
- Bernard Haitink. Nascut a Amsterdam el 1929. Justament popular tant entre els seus col·legues com entre el públic.
- Herbert von Karajan (1908-1989). Director austríac amb un extraordinari talent, va admetre que la seva pertinença al Partit Nazi li va servir per progressar en la seva carrera. No va ser conegut precisament per la seva humilitat, però la seva habilitat, precisió musical i la seva forma de dirigir als quals van treballar sota la seva batuta eren indiscutibles.
- Zubin Mehta. Nascut a Bombai el 1936, és fill del fundador de l'Orquestra Simfònica de Bombay. Té un toc segur i sap com impressionar l'audiència.
- Riccardo Muti. Nascut a Nàpols el 1941. És reconegut per la seva erudició, la seva aguda oïda i les seves brillants interpretacions.
- Simon Rattle. Nascut a Liverpool el 1955. Amb la seva passió i toc personal, aquest director aporta la seva especial visió i vitalitat a totes les peces que dirigeix.
- Georg Solti. Nascut a Budapest el 1912, actualment de nacionalitat britànica. Va ser ajudant de Toscanini durant tres anys des de 1930 i encara avui domina tant els enregistraments com les interpretacions en directe.
- Arturo Toscanini (1867-1957). Nascut a Parma, aquest director italià va ser una de les primeres figures al món de la direcció. Director de les estrenes de Pagliacci i La Bohème, entre d'altres, i amic de Verdi, Arturo Toscanini va ser un geni, posseïdor i defensor d'unes fortes conviccions.

### El concertino i l'orquestra

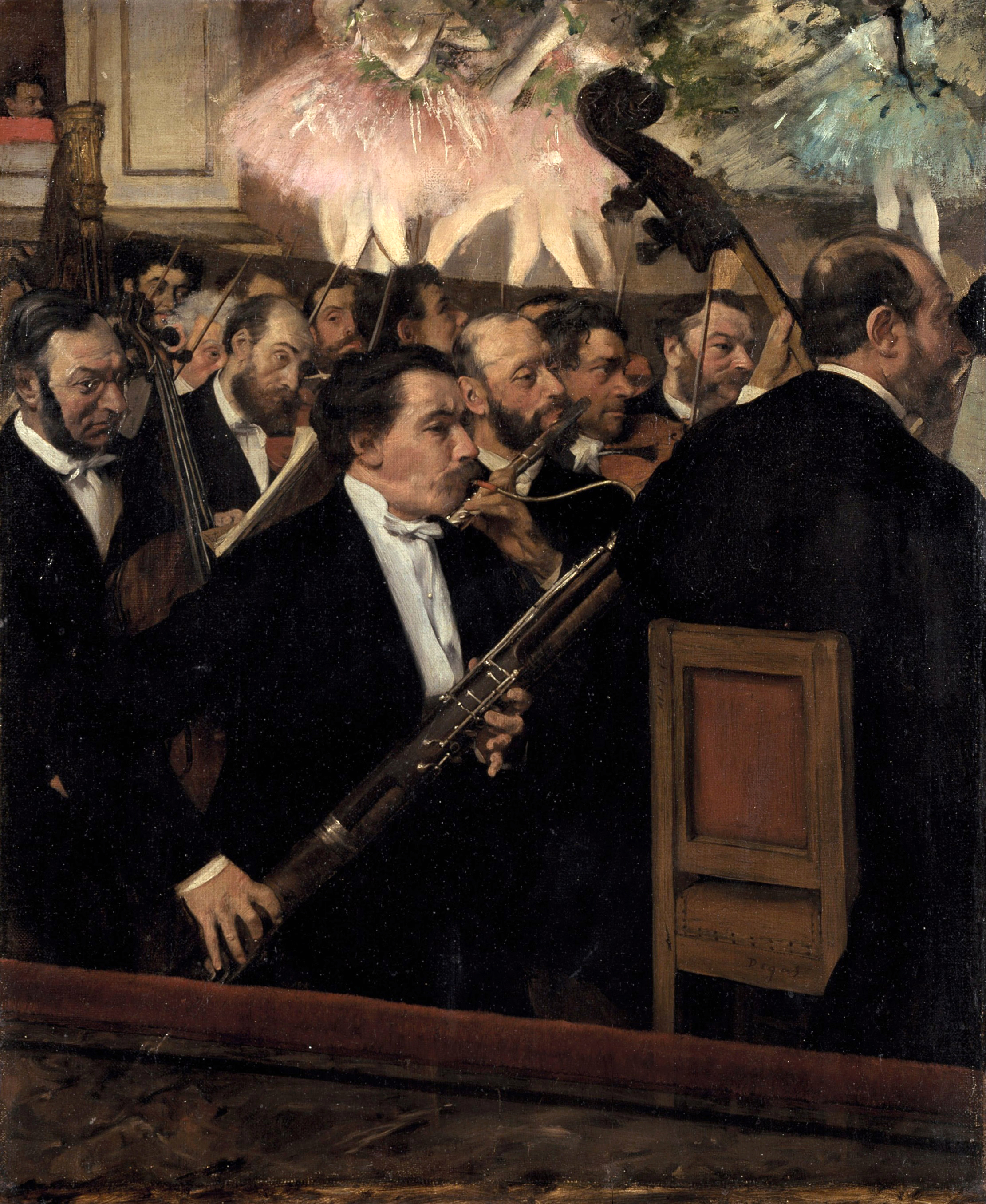
L'orchestre de l'Opéra,

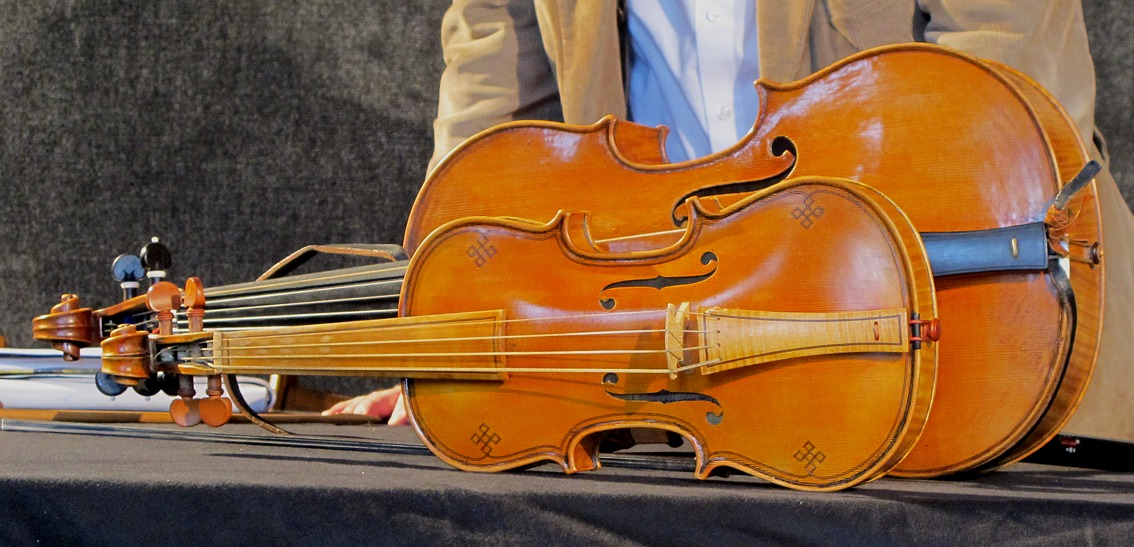
Violí barroc i violoncello da spalla

La persona que provoca el primer aplaudiment una vegada que els músics s'han assegut no és el director, sinó el concertino. Sol ser el primer violí i s'encarrega d'una sèrie de tasques, entre les quals s'inclouen encarregar-se dels assaigs, ser l'enllaç entre la direcció i els músics, tocar els solos i procurar aconseguir la interpretació més ajustada a les intencions del director d'orquestra.
Amb el pas del temps, l'orquestra ha evolucionat cap a una entitat cada vegada més variada i complexa. L'espai físic de l'òpera s'ha transformat, donant pas les sales petites a teatres espaiosos, i més tard, la possibilitat d'amplificar artificialment el so de la veu i dels
instruments ha afegit una dimensió extra a considerar pels compositors. S'han creat nous instruments i els antics han canviat.
Una orquestra consisteix en una secció de corda, una secció de vent, en la qual s'inclouen instruments de fusta i de metall, i una secció de percussió. El segle xvi qualsevol grup de músics que estigués disponible es reunia a tocar a vegades especials, però el segle xvii estava
naixent l'orquestra barroca a França, on un grup de músics de la cort, 22 de corda i 12 de vent, tocaven junts de forma regular.
A començaments del segle xviii, les millores eren evidents tant en la tècnica dels músics com als mateixos instruments. A més, l'ús de combinacions d'instruments cada vegada més efectives es va fer habitual. En general, les peces es dirigien des del teclat, o orgue, el qual sostenia la música des de la base. La popularitat de la viola, un primerenc instrument de corda, va donar forma a la família de corda gairebé tal com la coneixem avui, i els compositors van començar a escriure música per a instruments determinats. L'orquestra actual va néixer el segle xix, a mesura que el
teclat cedia la seva posició prominent a la corda i els compositors augmentaven els seus coneixements sobre com combinar i entremesclar millor els instruments al llarg de l'obra, en comptes de permetre que un grup d'ells predominés sobre els altres que el seguien.

### Cantants

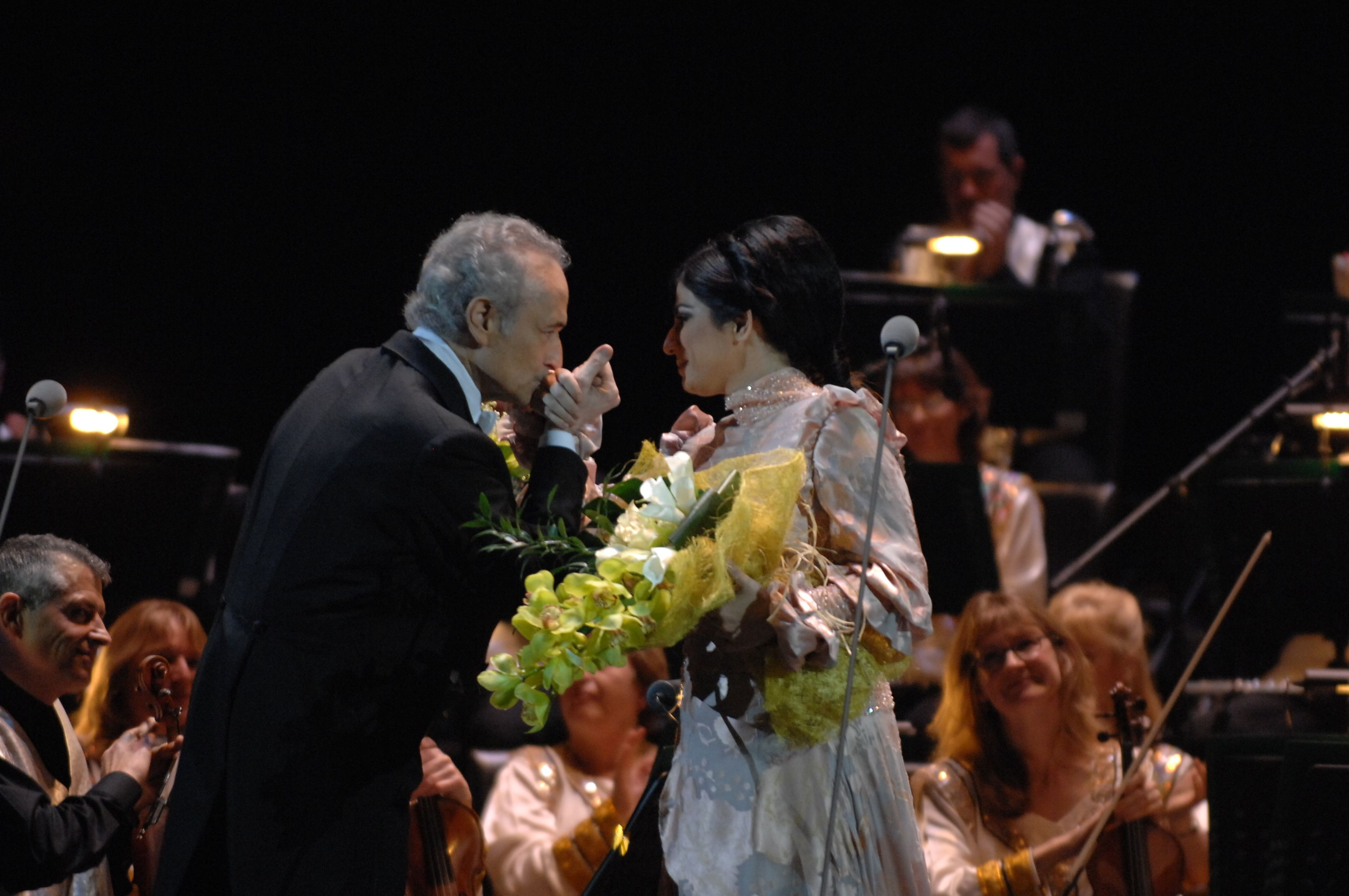
El tenor Josep Carreras i la compositora i soprano Hiba Al Kawas

L'òpera tradicional consisteix en dos tipus de cant: recitatiu (semblant a una narració en la qual la música s'adapta a les paraules), declamació i ària; aquesta darrera es refereix a composicions per a veu solista, en la qual les paraules s'adapten a la música.
Les veus dels cantants d'òpera es distingeixen, en un primer nivell, en funció del sexe i la tessitura. Així, les veus femenines, de més greu a més aguda, són contralt, mezzosoprano i soprano; i les masculines baix, baríton, tenor, contratenor i sopranista.
En un segon nivell es matisa encara més i, en funció d'altres característiques de la veu, es parla d'una veu lleugera, lírica, dramàtica, spinto, i fins i tot es combinen els termes (per ex., lírica-lleugera). També s'afegeixen qualificatius que relacionen la veu amb un determinat estil o tipus de repertori, com per exemple, la veu verdiana (Verdi), rossiniana (Rossini) o wagneriana (Wagner).

#### Tipus de veus i els seus papers habituals

##### Veus femenines
- Soprano:

La soprano Victòria dels Àngels

  - Soubrette. Normalment interpreta la donzella o la jove coqueta; és un excel·lent punt de partida per les joves cantants. Ex.: Susana (Les noces de Fígaro, Mozart) o Musetta (La Bohème, Puccini).
  - Coloratura. L'habilitat de cantar passatges extremadament aguts i florits és essencial. A causa que aquest tipus de veu és tan inusual i excitant, aquestes parts solen provocar que l'obra es detingui durant uns moments. Ex.: La reina de la nit (La flauta màgica, Mozart) i Constanza (El rapte del serrall, Mozart).
  - Lírica. Interpreta algunes de les millors parts, sovint és la protagonista romàntica. Ex.: Mimi (La Bohème, Puccini) o Pamina (La flauta màgica, Mozart).
  - Spinto. Una veu particularment fort i resistent, capaç d'elevar-se. Interpreta normalment el paper protagonista de la dona jove. Ex.: Madama Butterfly (Madama Butterfly, Puccini) i Leonora (Il trovatore, Verdi).
  - Dramàtica, Una veu forta i resistent, que conté les qualitats dramàtiques necessàries per interpretar un paper principal en una òpera de compositors com Verdi. Ex.: Elektra (Elecktra, Strauss) o Tosca (Tosca, Puccini).
  - Dramàtica pesada. També coneguda com a wagneriana. És la veu de soprano més poderosa i normalment interpreta el paper d'una figura mitològica heroica. Ex.: Isolda (Tristan und Isolde, Wagner) i Brunilda (Der Ring des Nibelungen, Wagner).
- Mezzosoprano: Literalment mig soprano. Aquest tipus de veu té un registre similar al de la soprano, però la seva qualitat de to és més sonora. Ex.: Cherubino (Les noces de Fígaro, Mozart) i Carmen (Carmen, Bizet).
- Contralt: La contralt té la menor altura i el to més greu de totes les veus femenines. Ex.: Lucrecia (The Rape of Lucretia, Britten) i Erda (Der Ring des Nibelungen, Wagner).

##### Veus masculines
- Tenor:

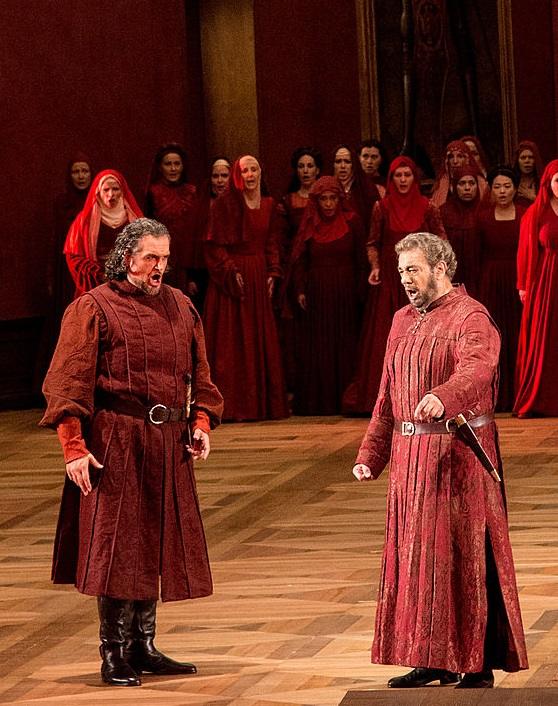
Els cantants Plácido Domingo i Riccardo Zanellato

  - Líric. És una veu flexible i clara, sovint interpreta el protagonista masculí.[2] Ex.: Tamino (La flauta màgica, Mozart) o Alfredo (La Traviata, Verdi).
  - Dramàtic, Veu robusta i romàntica, amb un fort registre agut. Ex.: Rudolfo (La Bohème, Puccini) o Edgardo (Lucia di Lammermoor, Donizetti).[2]
  - Heroic o Heldentenor. Com el nom indica, interpreta els papers heroics. És la veu de tenor més vigorosa, té l'habilitat d'elevar-se per sobre d'una gran orquestra. Ex.: Florestan (Fidelio, Beethoven) o Siegmund (Die Walküre, Wagner).
- Contratenor: En el Renaixement, el contratenor interpretava la línia superior a la del tenor. Més endavant, el terme es va començar a usar per descriure una veu masculina en falset, també denominada alt masculí, i solia ocupar un espectre similar al de la contralt o la mezzosoprano. Aquest tipus de veu gairebé mai ha estat utilitzat en l'òpera abans de la segona meitat del segle xx, quan va cobrar vida amb el contratenor anglès Alfred Deller. Els papers que interpreta aquest cantant són del tipus d'Oberón (El somni d'una nit d'estiu, Britten) o Akhenaton (Akhenaton, Philip Glass).
- Baríton: Generalment té un to més greu que el tenor i va començar a requerir una categoria separada del baix el segle xviii,[3] a causa dels diferents tipus de personatges creats per compositors com Mozart. Alguns personatges famosos interpretats per barítons inclouen a: Papageno (La flauta màgica, Mozart), Fígaro (Il barbiere di Siviglia, Rossini) o Escamillo (Carmen, Bizet).
- Baix: És la categoria més greu de la veu masculina. Generalment es divideix en tres tipus principals:
  - Baix baríton. Com el seu nom indica, és una veu masculina que combina la gravetat i el poder del baix amb la fluïdesa i l'abast del baríton. Alguns exemples d'aquest tipus són: Wotan (Der Ring des Nibelungen, Wagner) i Hans Sachs (Die Meistersinger von Nürnberg, Wagner).
  - Baix bufo. Personatges que requereixen un cantant amb una personalitat capaç d'aportar una àmplia gamma d'expressió, incloent-hi la comèdia. Ex.: Leporello (Don Giovanni, Mozart) o Bartolo (Les noces de Fígaro, Mozart).
  - Baix profund. aquest és el tipus de veu masculina més profunda. Proporciona molts dels moments més solemnes i portentosos d'una òpera. Ex.: Sarastro (La flauta màgica, Mozart) i Oroveso (Norma, Bellini).

## Els escenaris de l'òpera

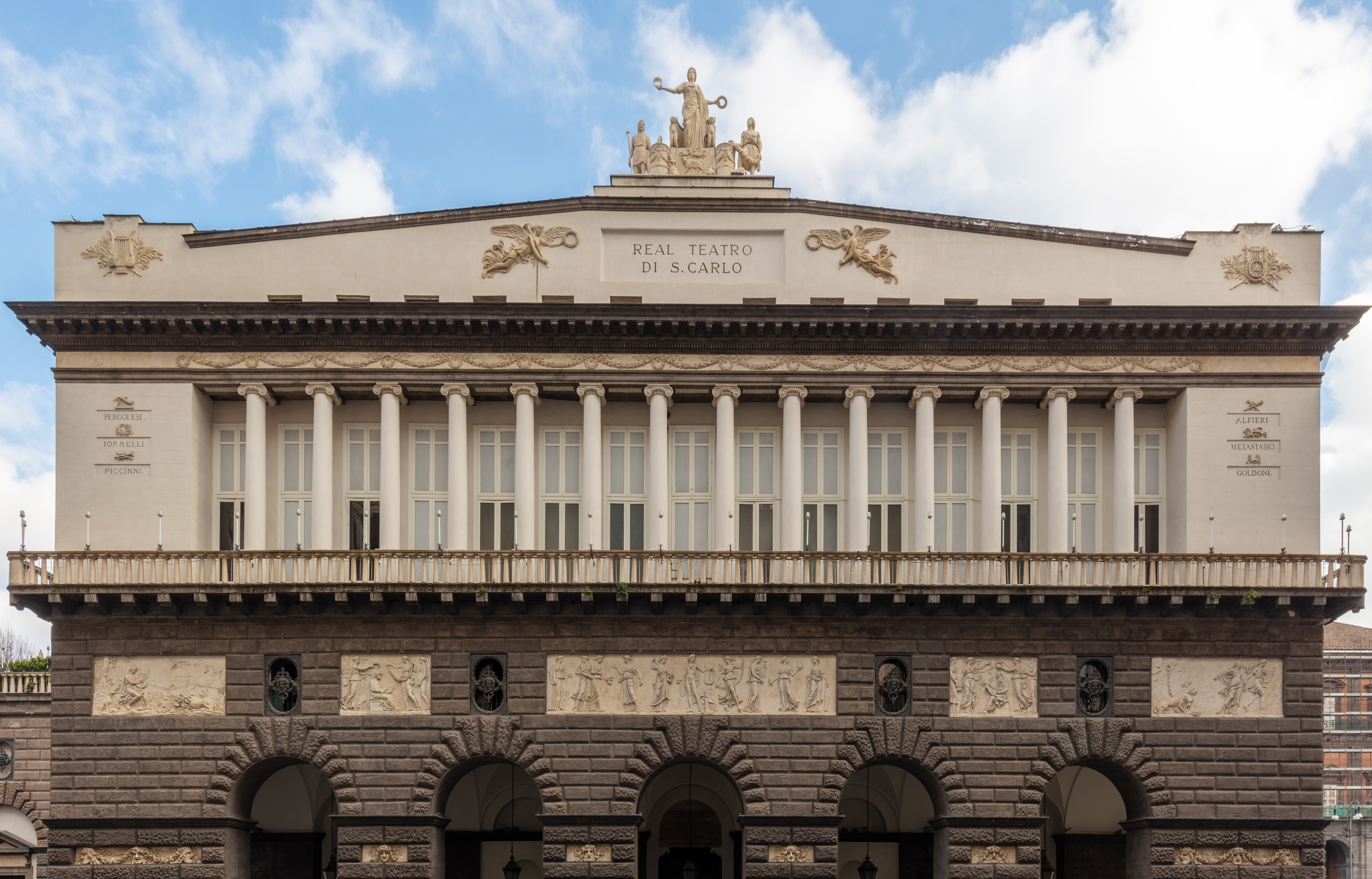
El Teatro San Carlo, un dels més antics en funcionament ininterromput des de la seva fundació.

Els teatres d'òpera són teatres construïts especialment pel desenvolupament d'aquest gènere musical, tot i que s'hi solen programar també altres esdeveniments artístics. Atès que moltes òperes demanen grans produccions, els teatres habitualment encabeixen almenys mil seients, disposats en un auditori en forma d'U -amb una longitud depenent de la capacitat- i al seu voltant s'hi troben llotges.
L'orquestra se situa habitualment davant de l'escenari però per sota de l'audiència, per tal de facilitar la visió i que la música no destaqui sobre la veu dels cantants. Els teatres més importants acostumen a tenir escenaris preparats per mecanitzar l'escenografia, amb ascensors i muntacàrregues per facilitar els canvis de decorat.
Entre els escenaris més importants es poden destacar el Teatre Colón de Buenos Aires, l'Òpera de Sydney, el Metropolitan Opera de Nova York, la Scala de Milà, el Teatre Mariïnski de Sant Petersburg, el Covent Garden de Londres, el Wiener Staatsoper de Viena, l'Òpera de París, el Teatre Bolxoi de Moscou o De Nationale Opera de Amsterdam.

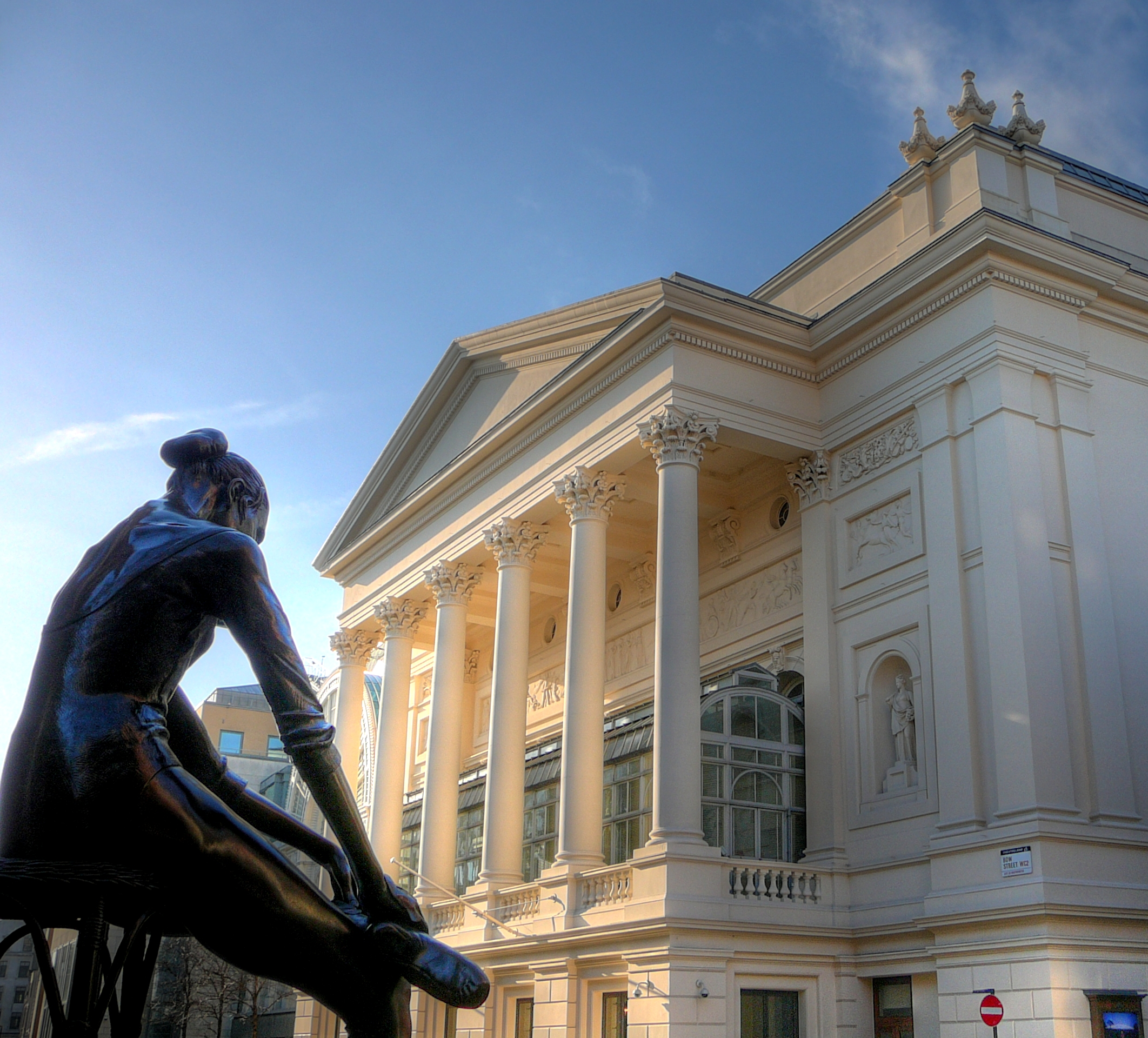
Royal Opera House
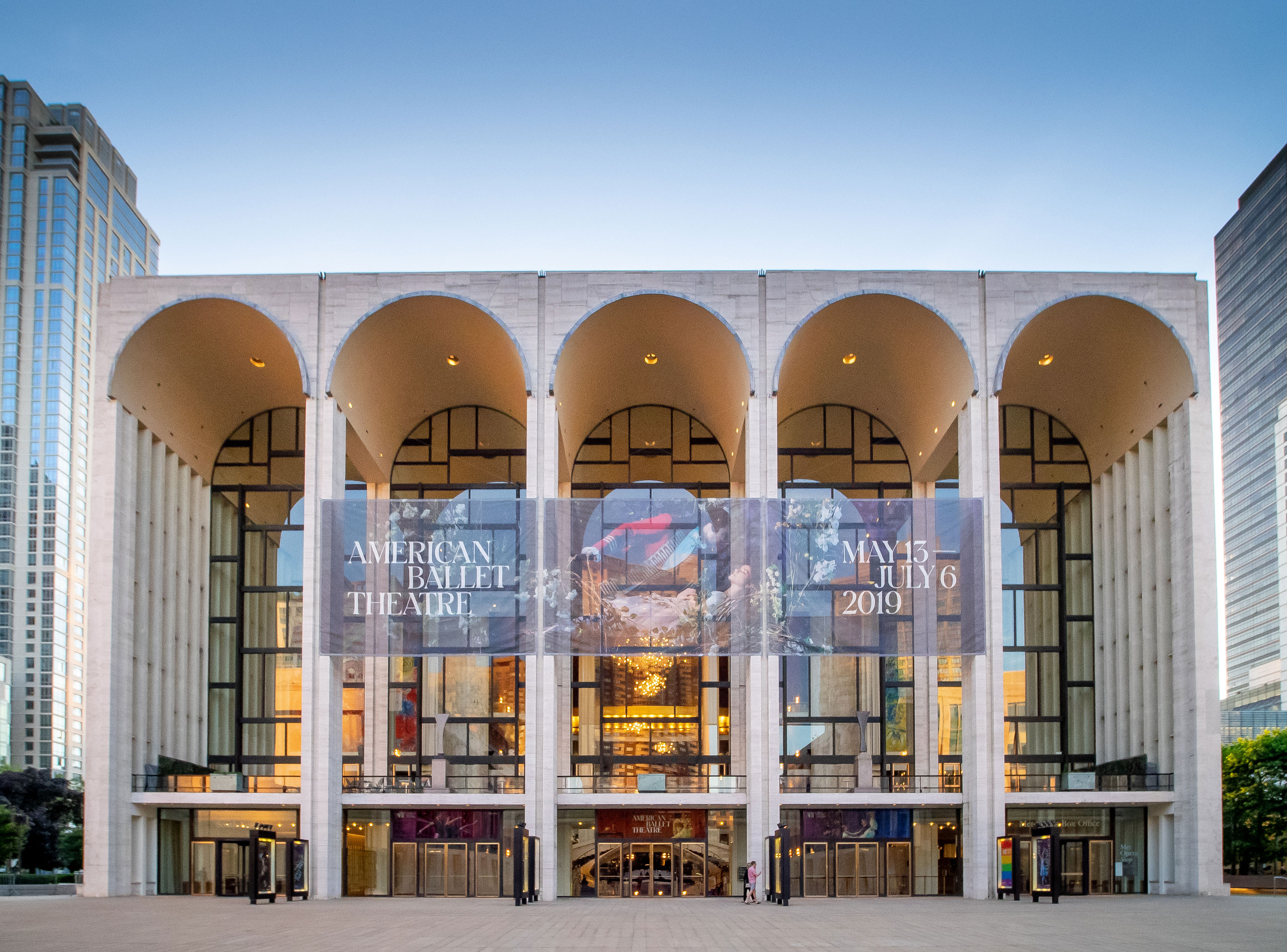
Metropolitan Opera
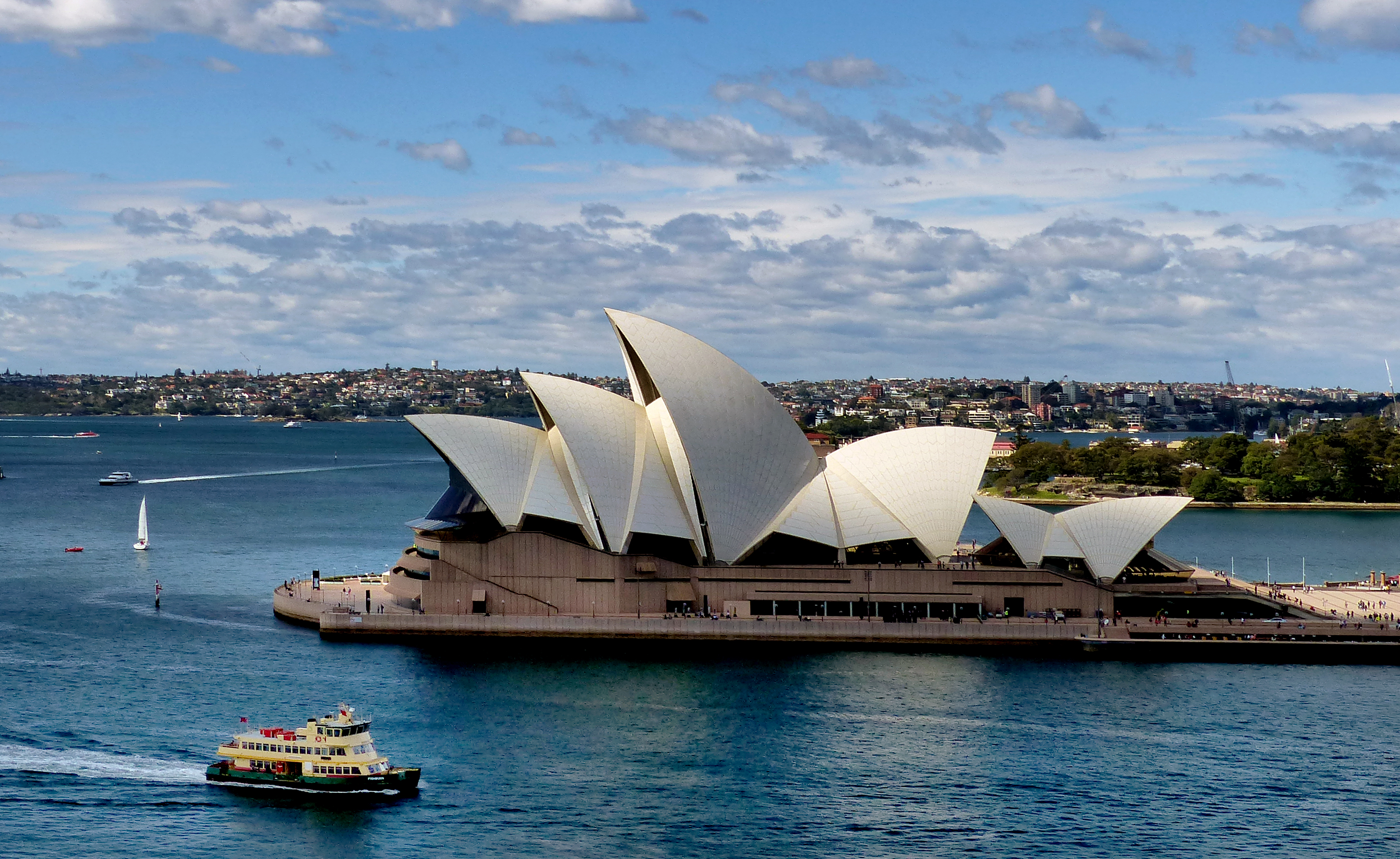
Òpera de Sydney
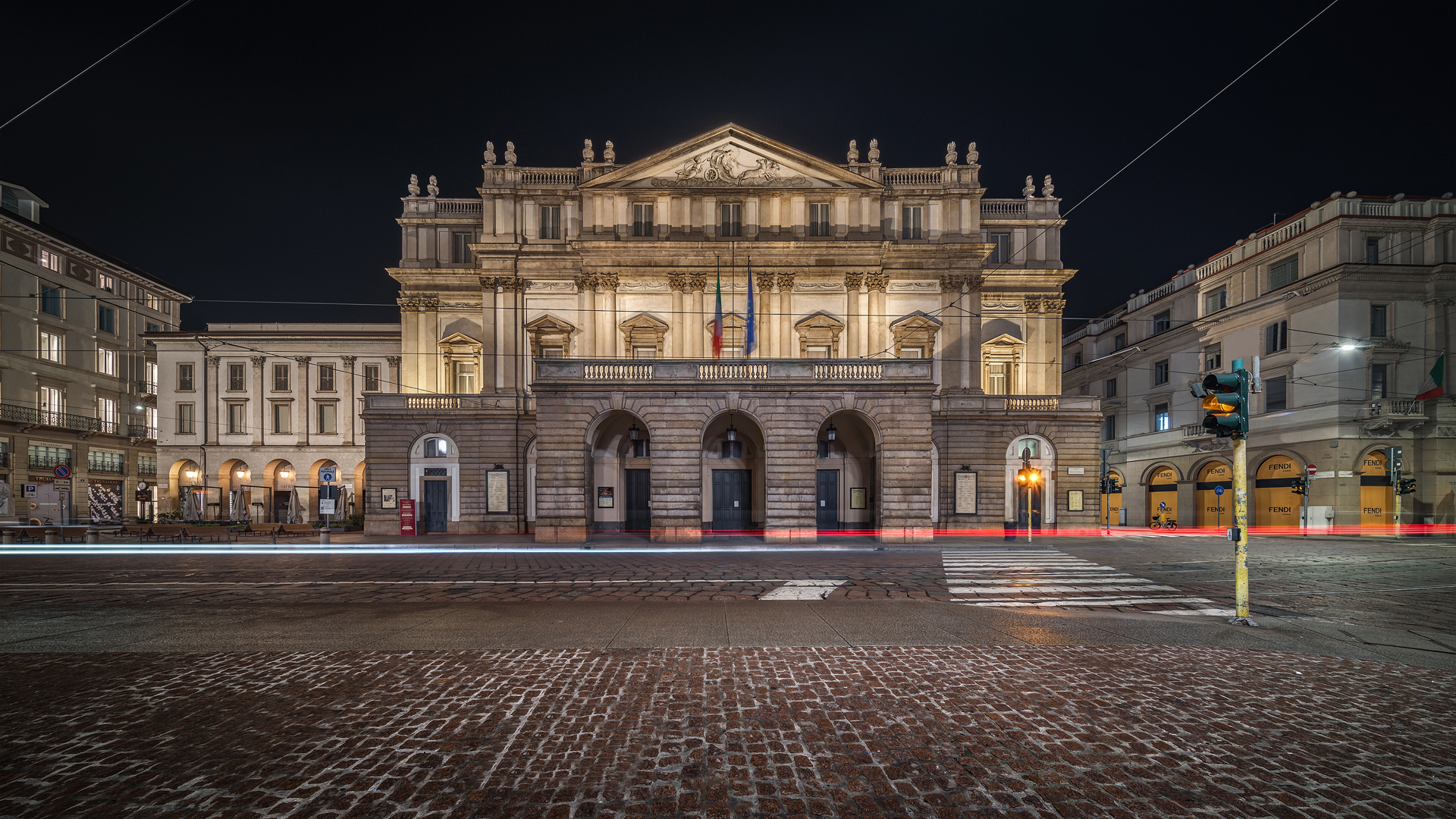
La Scala
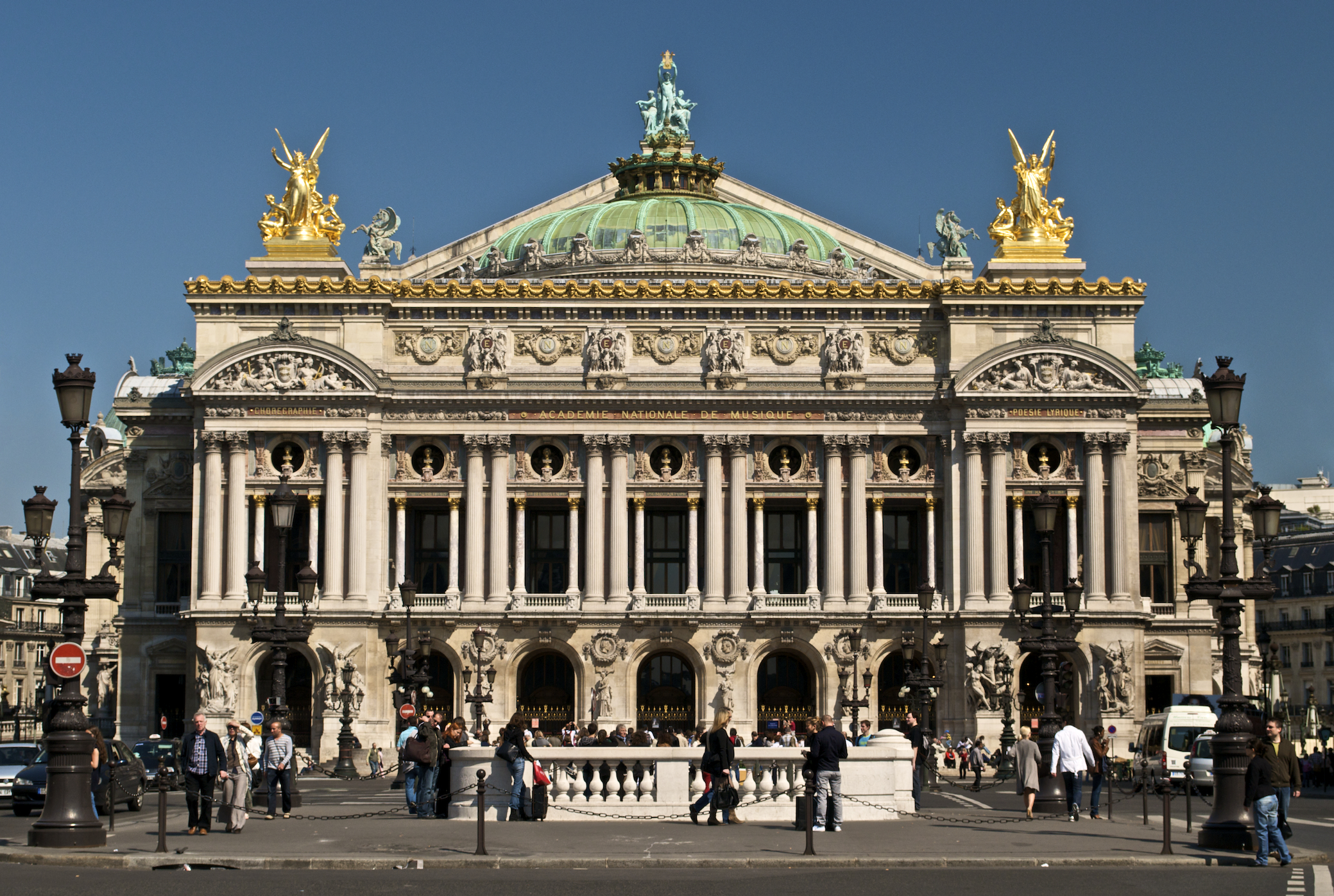
Òpera Garnier
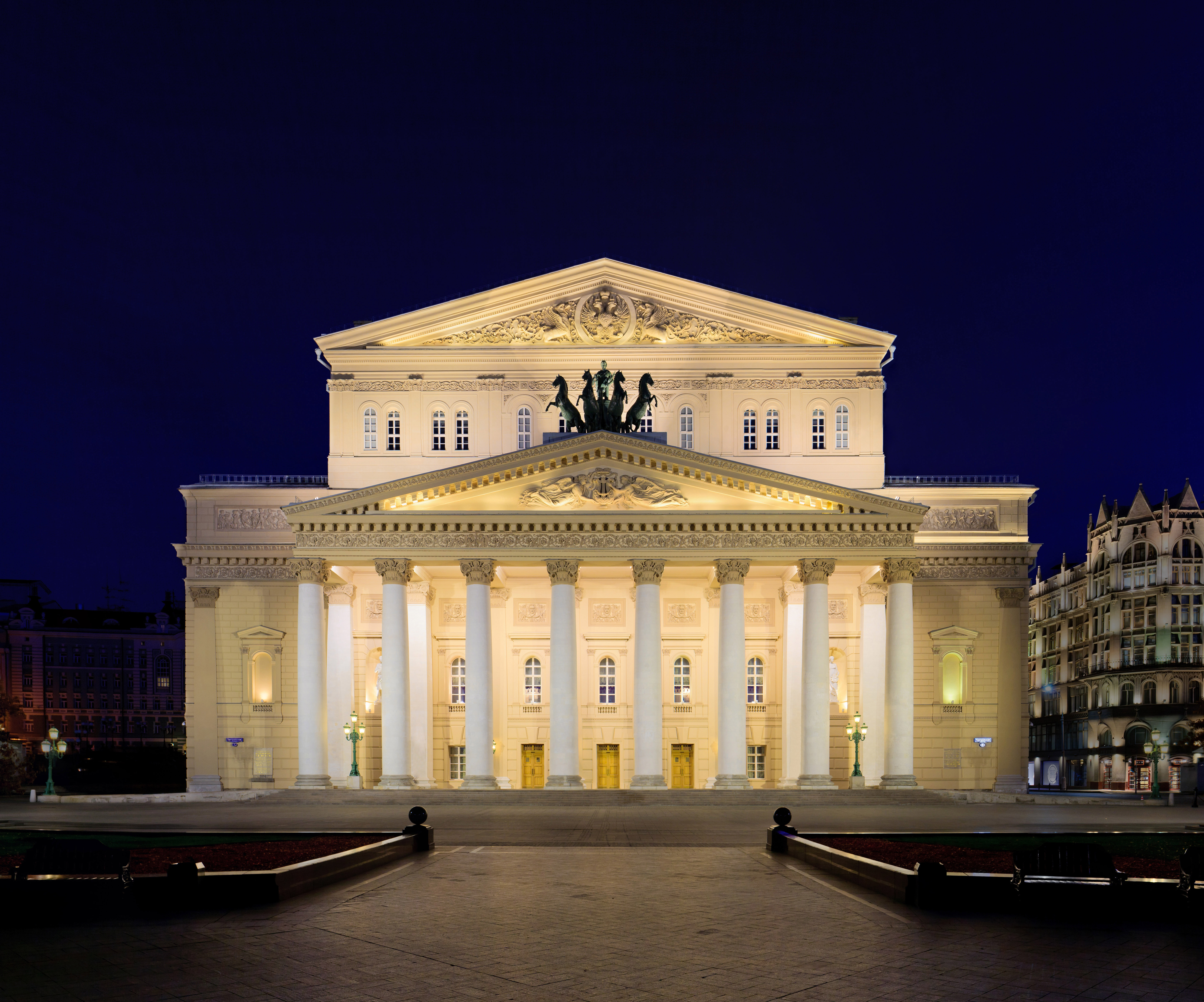
Teatre Bolxoi
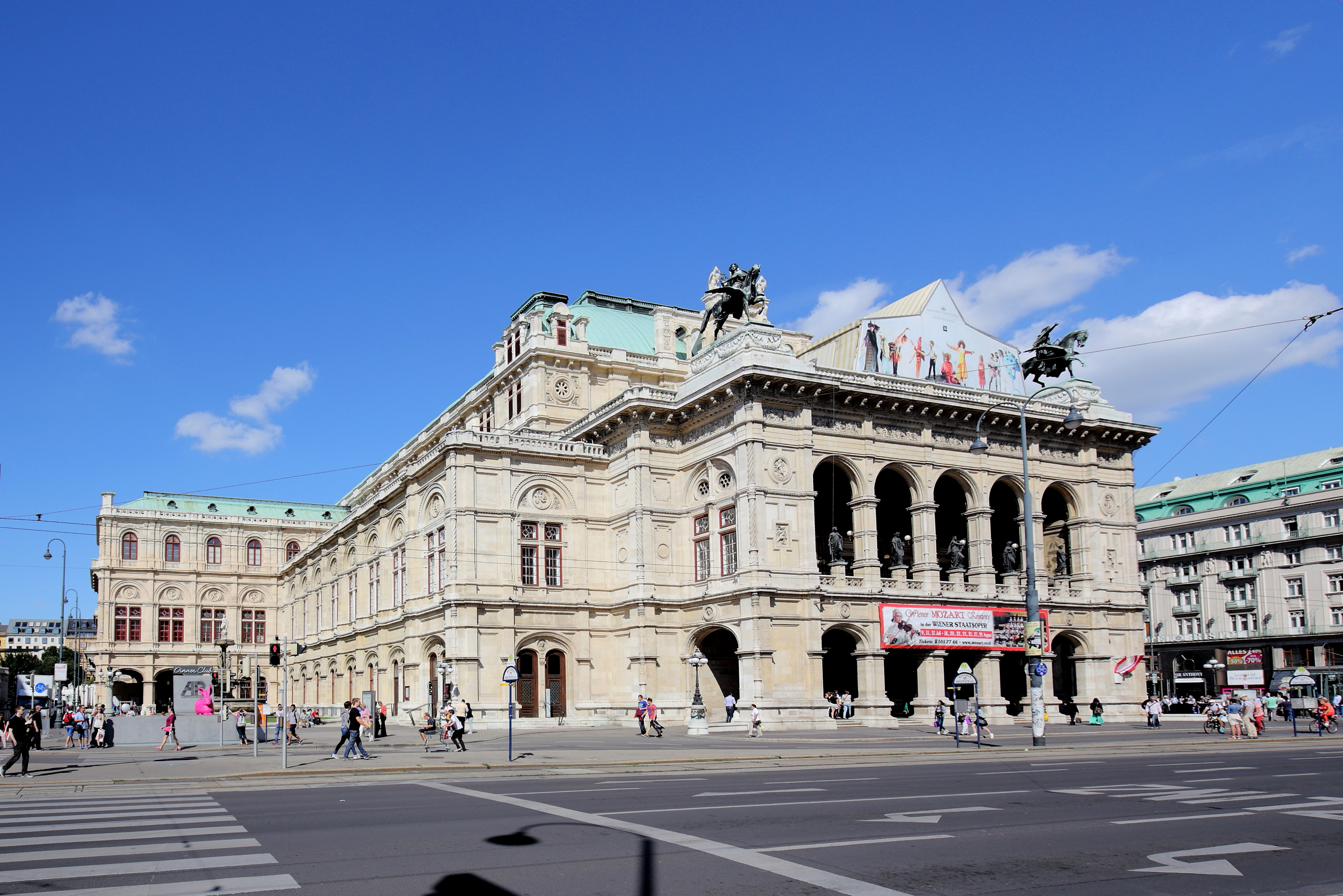
Òpera de l'Estat de Viena
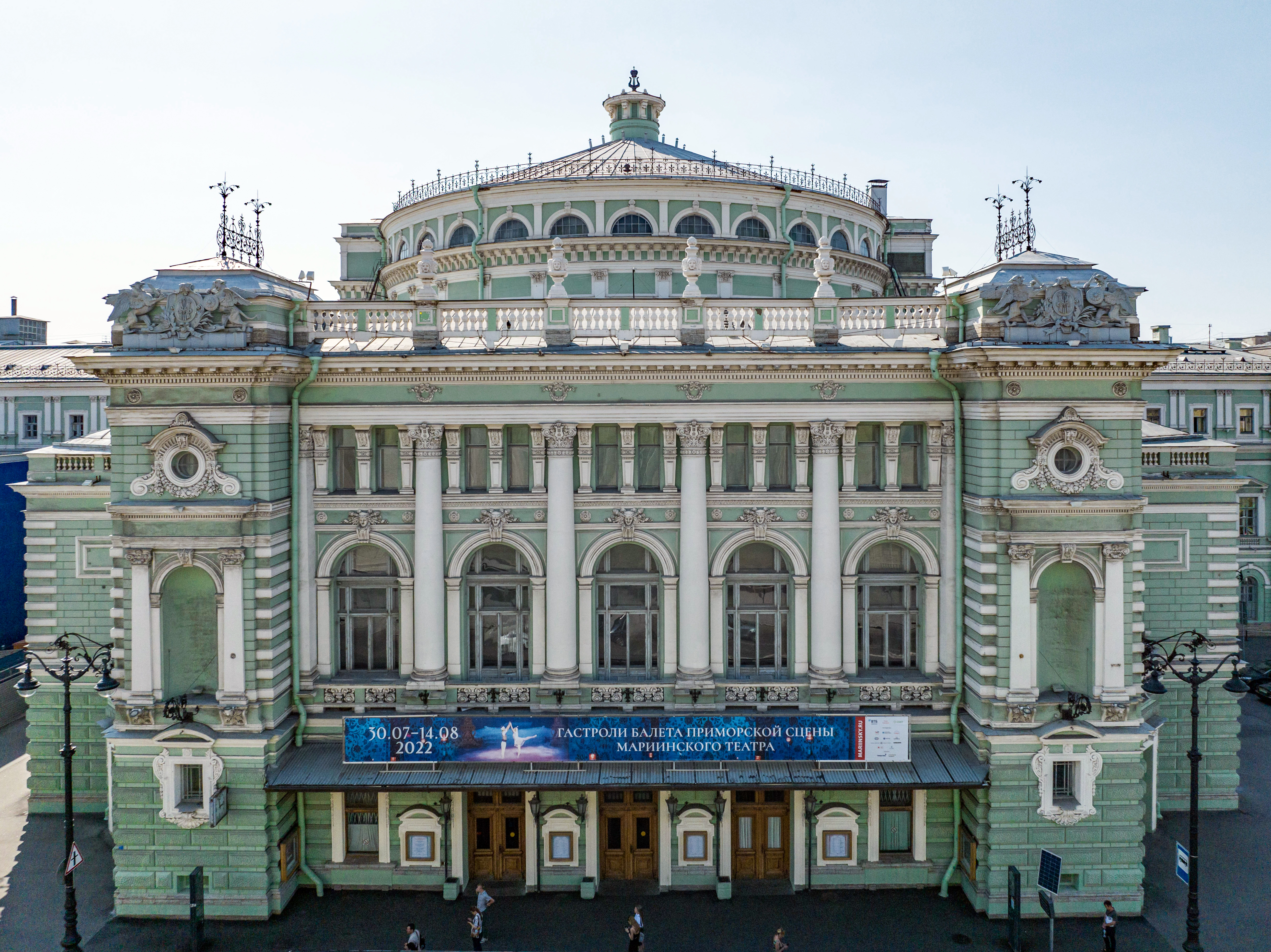
Teatre Mariïnski
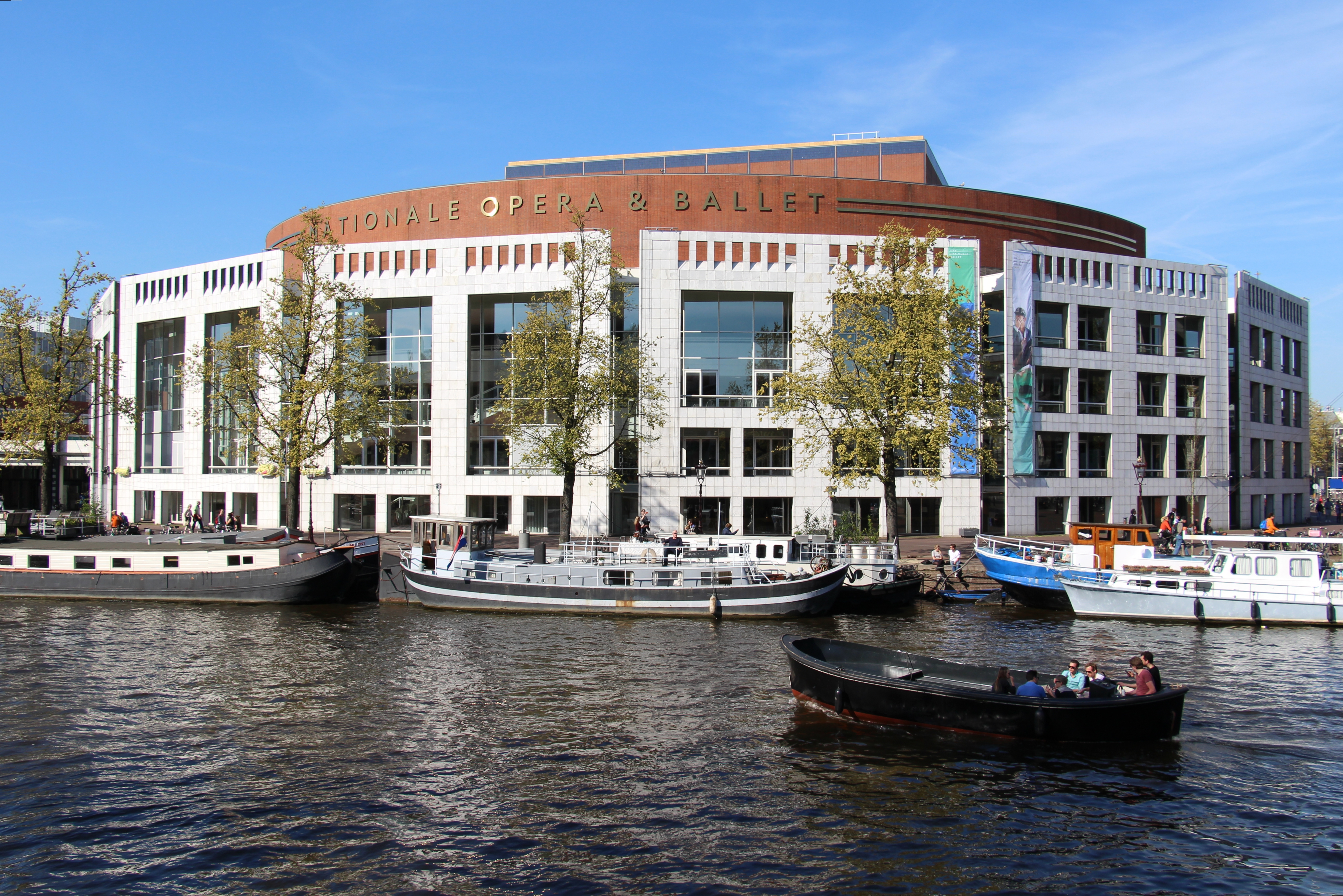
De Nationale Opera
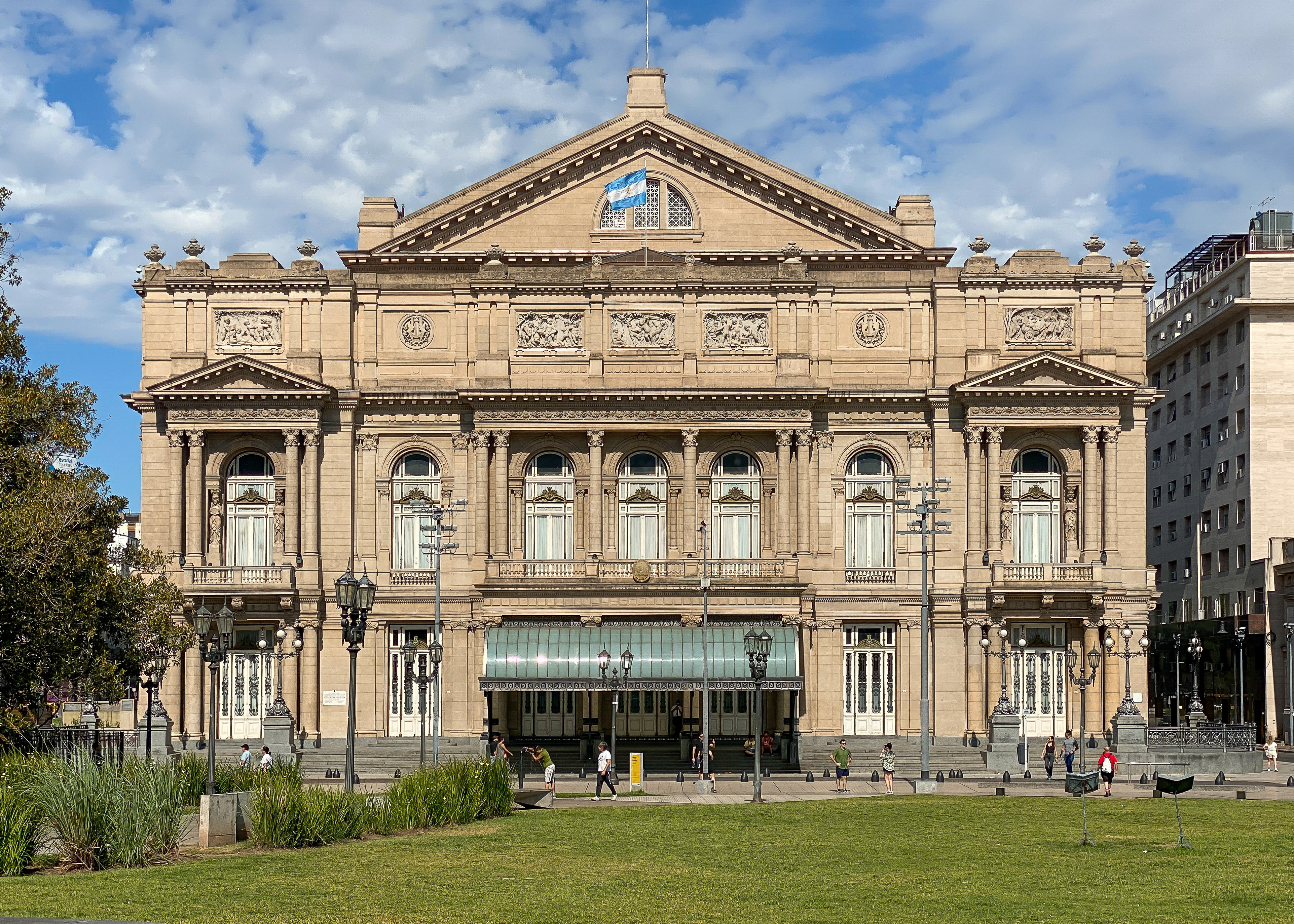
Teatre Colón

## Tipus d'òperes

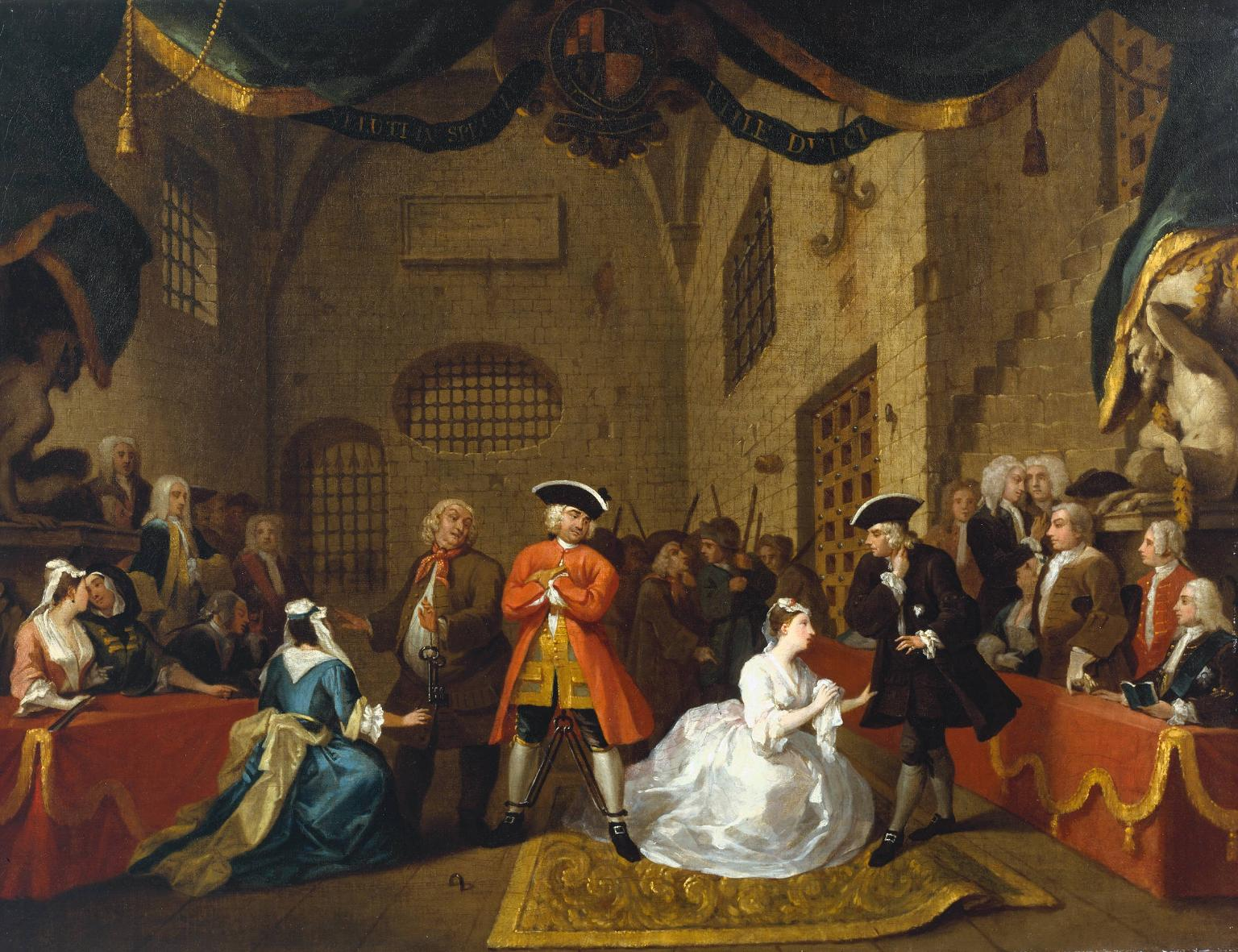
L'òpera de balades The Beggar's Opera, de John Gay i Johann Christoph Pepusch

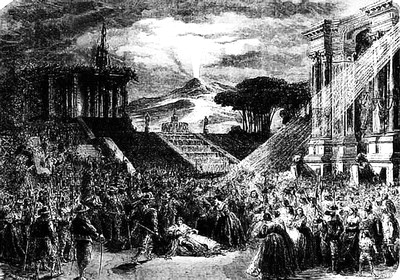
Erupció volcànica a una grand opéra en 1893

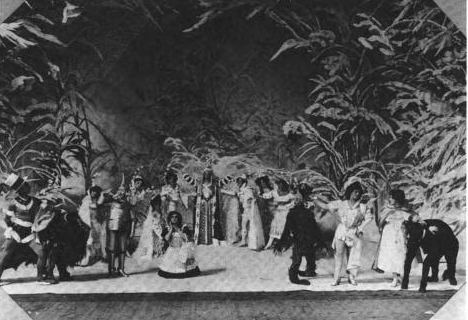
Teatre musical a Broadway, any 1903

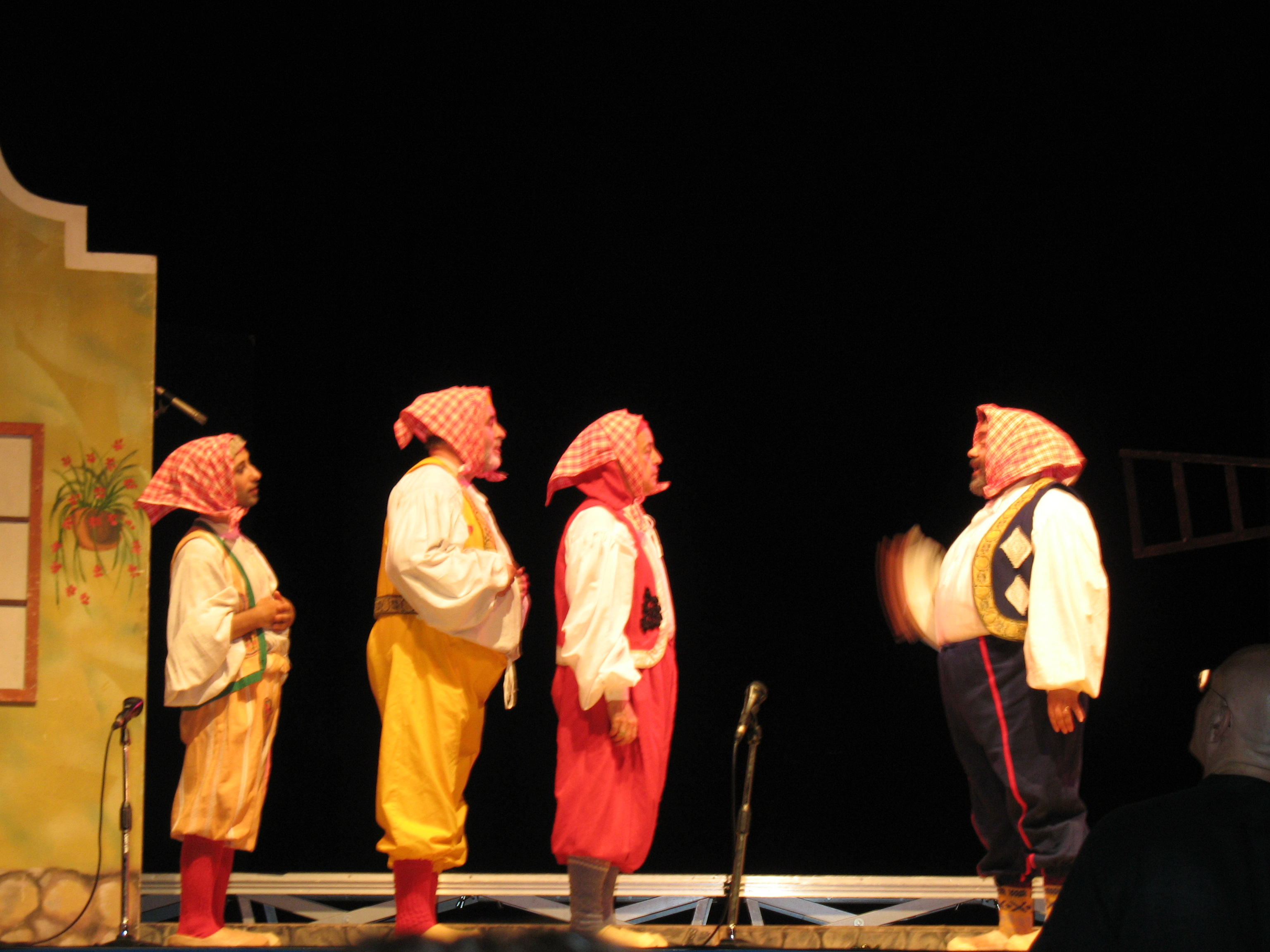
Una opereta, any 2006

Al llarg de la seva història l'òpera ha estat subdividida amb diversos tipus. En els seus primers temps -a començaments del segle XVII-, se la coneixia generalment com «faula en (o per a) música», i estava plena d'elements simbòlics i sobrenaturals. Un segle després, va predominar l'anomenada «òpera seriosa», que es diferenciava de la tragèdia en l'imprescindible final feliç (lieto fine) dels seus arguments, encara que molts d'ells contenien elements tràgics. Aquests no apareixien, en canvi, en les «òperes bufes», que van adoptar aquesta denominació al voltant de 1730 i que no comportaven tant el concepte de «còmic» com el de «domèstic», que es relacionava amb la vida de la burgesia i de les classes inferiors i s'oposava a les peripècies dels personatges heroics i nobles de l'«òpera seriosa». La seva música, d'altra banda, era menys elaborada.
A partir d'aquesta idea original, des de l'any 1750 aproximadament l'òpera bufa va incorporar elements més seriosos, tant en la trama argumental com en el tractament dels personatges. Com que aquesta evolució va tenir lloc a Itàlia, la llengua italiana va ser la utilitzada en tots els casos, qualsevol que fos el lloc de la representació. Però com fora d'Itàlia aquest monopoli lingüístic tendia a reduir l'audiència a les persones que coneixien aquella llengua, es van realitzar diversos intents d'utilitzar les llengües vernacles. El primer d'ells va derivar en el desenvolupament de l'anomenada «òpera de balades», creada a Anglaterra per John Gay i Johann Christoph Pepusch amb The Beggar's Opera (L'òpera del captaire). Aquesta variant del gènere posseïa forts elements satírics, que van anar cedint lloc a temes més sentimentals. No obstant això, persistien els diàlegs parlats i, en la part musical, abundaven els temes populars
(que procedien d'una gran varietat de fonts i no solament de melodies tradicionals o folklòriques).
Aquestes característiques van passar a la opéra comique francesa, que va adoptar idèntics postulats. Al seu torn, l'exemple francès va ser seguit pels alemanys amb el seu singspiel, que a Viena va ser considerat com l'origen de l'òpera, en temps d'exacerbat nacionalisme i que, d'acord amb aquest concepte, va adquirir un caràcter cada vegada més seriós, encara que mantenint sempre diàlegs parlats.
Les guerres napoleòniques van enfortir els punts de vista chauvinistes, encara que a Anglaterra l'òpera de balades virtualment va desaparèixer, tant a França com a Alemanya l'òpera vernacla va adoptar característiques més serioses i es va afirmar, arribant a substituir l'òpera italiana com a gènere predominant. L'excepció va estar constituïda per la preferència que el mateix Napoleó va mostrar cap a aquesta, i que el va portar a afavorir a compositors com Spontini. Aquest músic va convertir l'òpera seriosa en una diversió espectacular, en la qual el drama apareixia realçat per una elaborada escenografia i la música per l'ús d'una àmplia orquestra.
Aquest espectacle, anomenat grand opéra, es va convertir en el gènere característic de l'Òpera de París, un teatre en el qual l'obra era cantada tota, en oposició a l'Opéra Comique, on es conservaven els diàlegs parlats.
Quan l'òpera còmica va deixar de ser «còmica», es va consolidar una forma més frívola: l'opereta, que mostrava sovint intencions satíriques, tant en l'argument com en la música, aquesta última clarament popular i melòdica.
Per a les seves obres de maduresa, Wagner va preferir la denominació de «drama musical» a la d'«òpera», però en la pràctica, les seves obres presentaven totes les característiques de l'òpera clàssica, tot considerant que la seva forma és original en molts aspectes. La seva música és contínua, continuïtat que està realçada per l'orquestració, basada en temes capaços de ser repetits
i desenvolupats. En elles el drama és summament simbòlic, encara que comprensible en termes convencionals de personatges, i les grans escenes per lluïment dels cantants, com en gairebé totes les òperes del segle xix, no falten.
Al segle xx l'alt cost dels espectacles operístics ha afavorit la ruptura amb les convencions clàssiques del gènere i la creació de nous tipus associats. L'òpera de cambra només necessita una petita orquestra-integrada de vegades de manera exclusiva per solistes (com en les òperes que Benjamin Britten va escriure per l'English Opera Group), el seu repartiment és reduït i no necessita cors. Per la seva banda, el teatre musical és una manera força vaga, que admet tot tipus i naturalesa de recursos, però que en general prefereix una acció teatral relativament restringida, abans que la narració d'una llarga història, i l'ús de mitjans moderns per a la posada en escena i la música.
De vegades no és fàcil classificar una òpera en un d'aquests subgèneres i no s'exclou la combinació d'elements propis de diversos d'ells. Per posar un exemple, Mozart va barrejar amb freqüència els estils i convencions de l'òpera seriosa, l'òpera còmica i el singspiel (com en La flauta màgica).

## L'òpera als Països Catalans

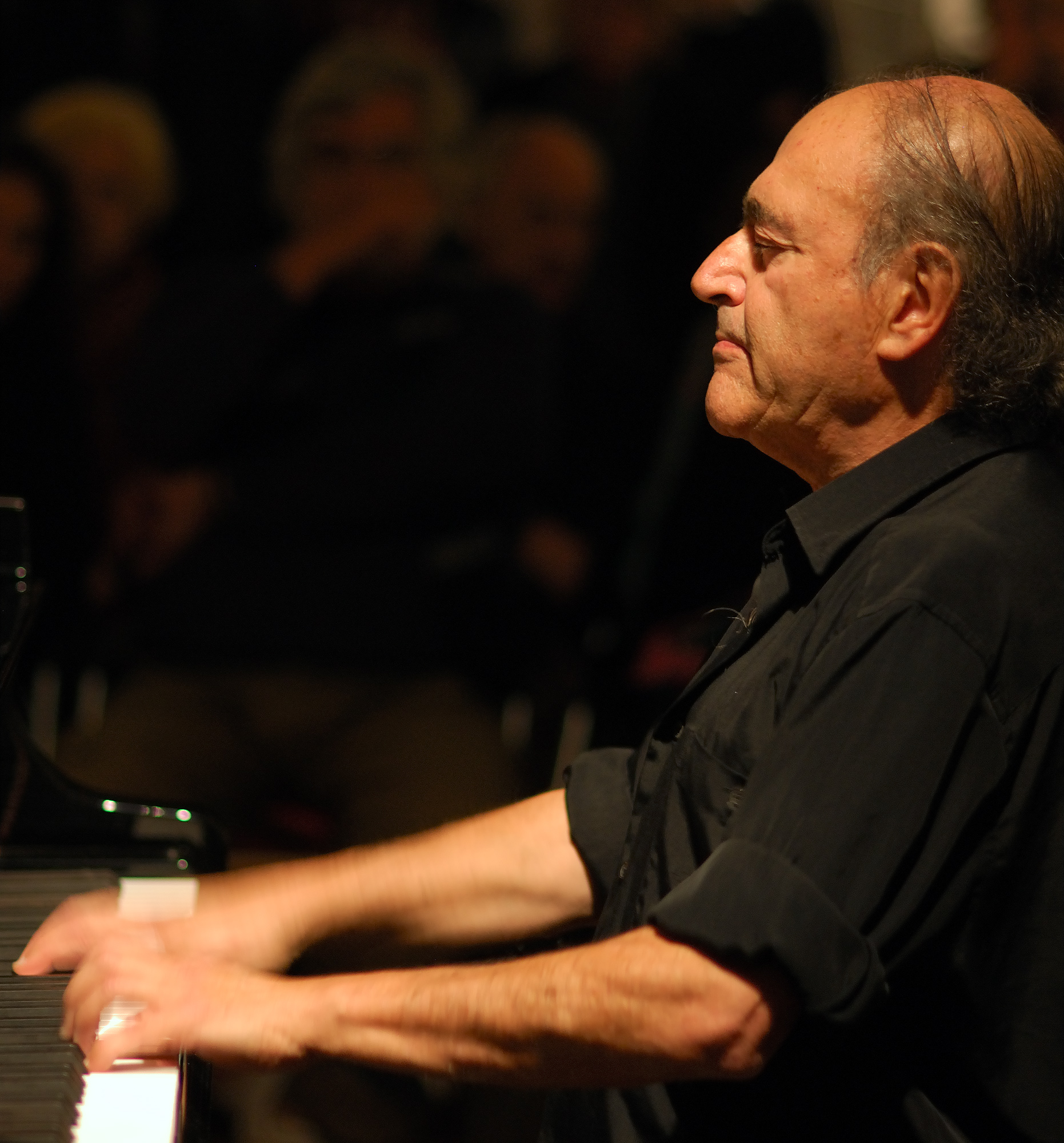
Carles Santos, Berlín 2007

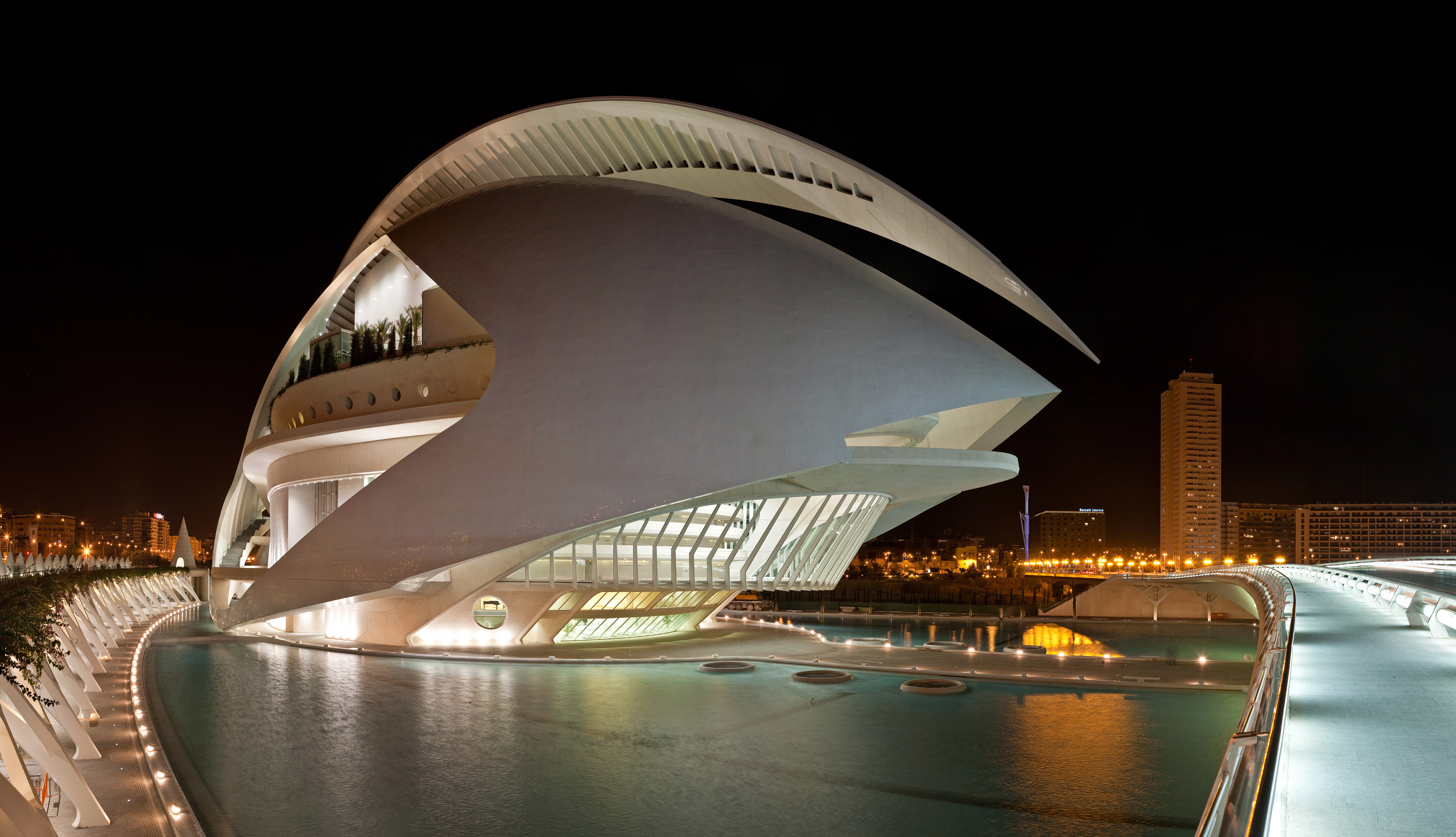
Vista del Palau de les Arts, Òpera de València

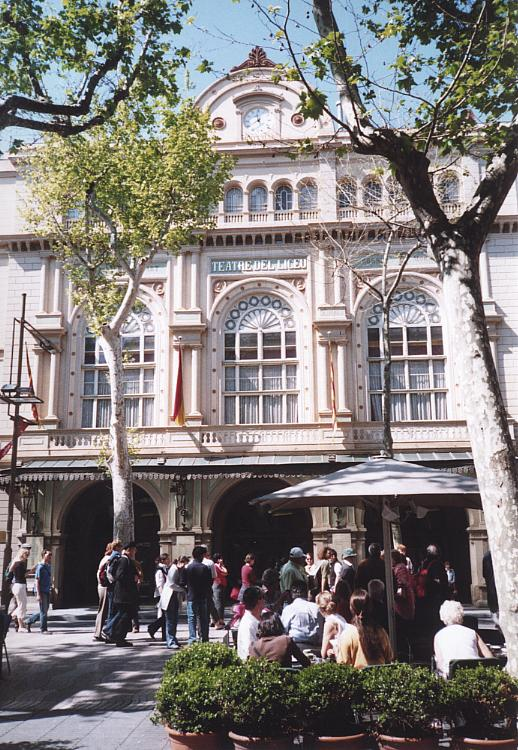
Façana del Gran Teatre del Liceu de Barcelona

A Catalunya, el 1708, hi va haver a Barcelona la primera representació operística de Catalunya i la primera d'una òpera italiana a la península Ibèrica: Il più bel nome, d'Antonio Caldara.
Al País Valencià les primeres òperes foren interpretades al palau del Real de València el 1727. La influència wagneriana al País Valencià no assolí la importància del Principat. Després d'una etapa d'activitat esporàdica, el Teatre Principal presenta, des del 1970, una temporada anual d'òpera de categoria internacional. El 9 d'octubre de 2005 es va inaugurar el Palau de les Arts, Òpera de València.
En composició contemporània destaca especialment l'artista del Baix Maestrat Carles Santos Ventura, la major aportació a l'òpera del qual és l'òpera-circ "Sama Samaruck suck suck" (2002). Les veus més reconegudes són les del tenor alacantí Antonio Gandía i el tenor valencià Vicente Ombuena (tots dos guanyadors del Concurs Internacional Francesc Viñas de Barcelona) i les sopranos valencianes Ana María Sánchez i Silvia Vázquez.
A Mallorca el conreu de l'òpera estigué predominantment orientat vers l'òpera italiana, que anà minvant al segle xx. Clausurat el Teatre Principal de Palma, hom fa representacions ocasionals a l'Auditòrium de Palma. A Menorca durant l'ocupació anglesa s'hi desvetllà també l'interès per l'òpera (el 1756 hi fou representada The Beggar's Opera, de Johann Christoph Pepusch) i hi perdurà, centrat en el Teatre Principal de Maó, fins a l'actualitat, en què se celebren anualment representacions d'òpera italiana.